# Phare de Groote Kaap
Le phare de Groote Kaap  ou phare de Julianadorp est un phare actif situé dans les dunes entre Groote Keeten et Julianadorp aan Zee sur la commune de Schagen, province de Hollande-Septentrionale aux Pays-Bas.
Il est géré par le Rijkswaterstaat , l'organisation nationale de l'eau des Pays-Bas.

## Histoire
Un premier phare a fonctionné dans cette zone dès 1871 qui fut remplacé par un second en 1966. La construction de la tour actuelle a été achevée en 1985. La tour possède une optique fixe de 6e ordre. Il est situé sur la digue de la mer du Nord à environ 15 km au sud-ouest de Dan Helder et marque l'approche du Zeegat van Texel.

## Description
Ce phare  est une tour circulaire en acier, avec une galerie et une lanterne de 17 m de haut. La tour est peinte en rouge et la lanterne est blanche. Son Feu à occultations émet, à une hauteur focale de 31 m, un long éclat blanc, rouge et vert selon secteurs de 7 secondes par période de 10 secondes. Sa portée est de 10 milles nautiques (environ 19 km) pour le feu blanc et 8 milles nautiques (environ 15 km) pour le feu rouge et le feu vert.
Identifiant : ARLHS : NET-077 ; NL-1482 -Amirauté : B0849 - NGA : 114-9876.

## Caractéristique dufeu maritime
Fréquence : 10 secondes (WRG)
- Lumière : 7 secondes
- Obscurité : 3 secondes

### Lien connexe
- Liste des phares des Pays-Bas